# 特罗辛根
特罗辛根（德語：Trossingen，發音：[ˈtʁɔsɪŋən] ⓘ）是德国巴登-符腾堡州弗赖堡行政区图特林根县的城市，面积24.2平方千米，2023年12月31日人口为17,744人。

## 友好城市
特罗辛根与以下城市结为友好城市：
- 法國 克吕斯
- 美国 比弗顿
- 纳米比亚 温得和克